# Bolshögs socken
Bolshögs socken i Skåne ingick i Järrestads härad, uppgick 1969 i Simrishamns stad och området ingår sedan 1971 i Simrishamns kommun och motsvarar från 2016 Bolshögs distrikt.
Socknens areal är 8,54 kvadratkilometer varav 8,53 land. År 2000 fanns här 96 invånare. Kyrkbyn Bolshög med sockenkyrkan Bolshögs kyrka ligger i Östra Tommarps socken.

## Administrativ historik
Socknen har medeltida ursprung.
Vid kommunreformen 1862 övergick socknens ansvar för de kyrkliga frågorna till Bolshögs församling och för de borgerliga frågorna bildades Bolshögs landskommun. Landskommunen uppgick 1952 i Tommarps landskommun som 1969  uppgick i Simrishamns stad som 1971 ombildades till Simrishamns kommun. Församlingen uppgick 2003 i Stiby församling.
1 januari 2016 inrättades distriktet Bolshög, med samma omfattning som församlingen hade 1999/2000.  
Socknen har tillhört län, fögderier, tingslag och domsagor enligt vad som beskrivs i artikeln Järrestads härad. De indelta soldaterna tillhörde Södra skånska infanteriregementet, Ingelsta kompani och Skånska dragonregementet, Borreby skvadron, Svabeholms kompani.

## Geografi
Bolshögs socken ligger sydväst om Simrishamn på inre Österlen. Socknen är en odlad slättbygd.

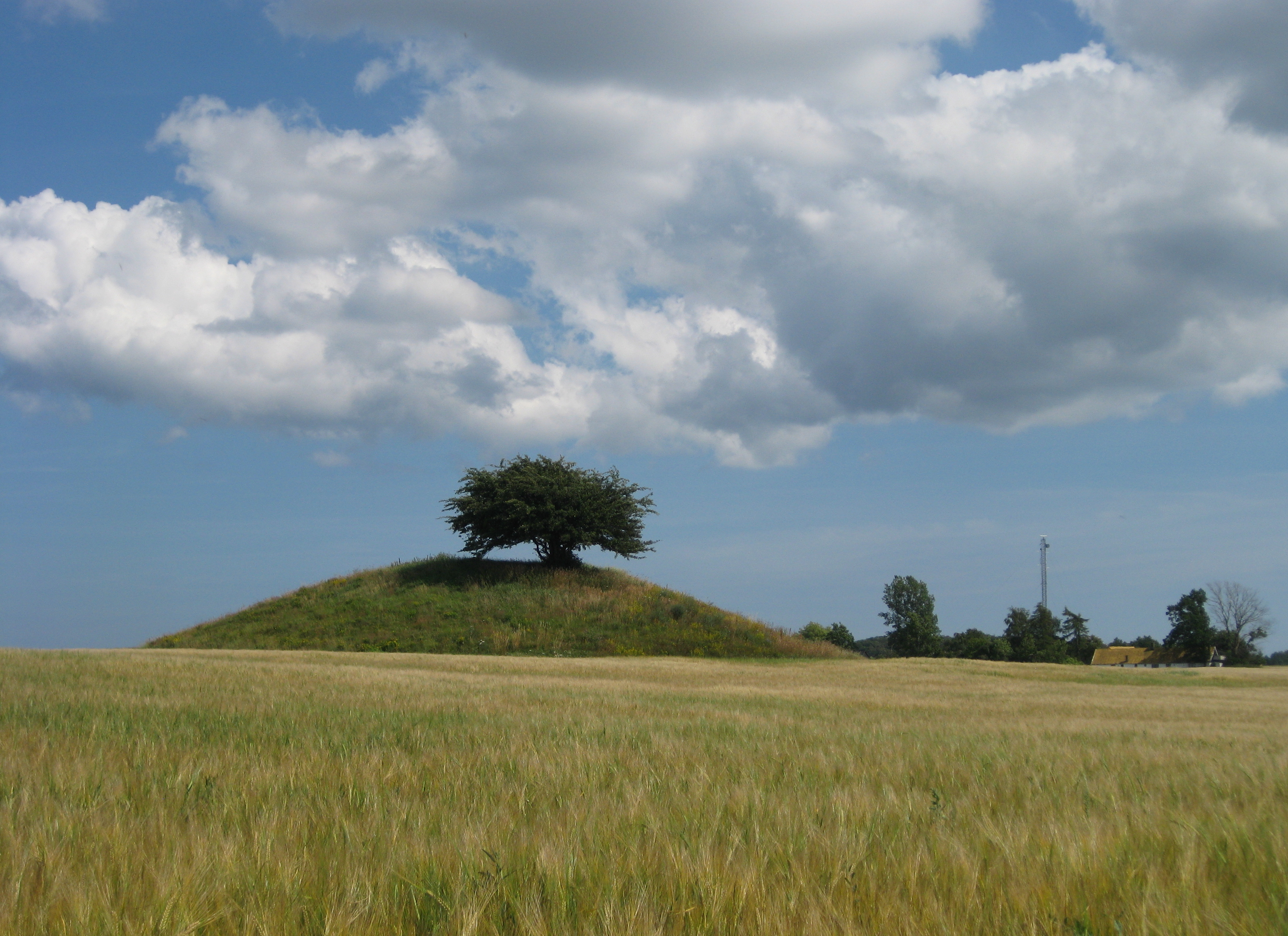
Bolshögs gravhög

## Fornlämningar
Boplatser från stenåldern är funna. Fyra gravhögar, däribland Bolshögs gravhög vid kyrkan och flatmarksgravar finns här.

## Namnet
Namnet skrevs 1266 Bulshöyg och kommer från kyrkbyn. Förleden innehåller bol, 'nybygge, gård'. Efterleden hög syftar troligen gravhögen vid kyrkan..